# Città metropolitana di Firenze
La città metropolitana di Firenze è una città metropolitana italiana della Toscana, con 989 678 abitanti. Ha sostituito nel 2015 la provincia di Firenze.
Confina a nord e a nord est con l'Emilia-Romagna (città metropolitana di Bologna, province di Forlì-Cesena e Ravenna fino ai lembi più meridionali di quest'ultime che sono alla medesima latitudine media, quella della città di Firenze), a sud-est con la provincia di Arezzo, a sud con la provincia di Siena, a ovest sud ovest con la provincia di Pisa, e a ovest e nord ovest con le province di Lucca, Pistoia e Prato, tenendo il primato per numero di province confinanti in Italia.
Con i suoi 41 comuni è prima davanti alle province toscane.
La sede istituzionale della città metropolitana di Firenze è il palazzo Medici Riccardi a Firenze, dove si riunisce il Consiglio metropolitano.

## Società

### Qualità della vita
| Anno | Qualità della Vita (Il Sole 24 Ore) | Rapporto Ecosistema Urbano (Legambiente) |
| ---- | ----------------------------------- | ---------------------------------------- |
| 2007 | 11ª posizione (−3)                  | 40ª posizione                            |
| 2008 | 12ª posizione (−1)                  | 17ª posizione (+23)                      |
| 2009 | 14ª posizione ex aequo (−2)         | 38ª posizione (−21)                      |
| 2010 | 16ª posizione (−2)                  | 45ª posizione (−7)                       |
| 2011 | 7ª posizione (+9)                   | 48ª posizione (−3)                       |
| 2012 | 18ª posizione (−11)                 | 44ª posizione (+4)                       |
| 2013 | 7ª posizione (+11)                  | 54ª posizione (−10)                      |
| 2014 | 16ª posizione (-9)                  | 60ª posizione (-6)                       |
| 2015 | 4ª posizione (+12)                  | 43ª posizione (+17)                      |
| 2016 | 6ª posizione (-2)                   | 67ª posizione (-24)                      |
| 2017 | 12ª posizione (-6)                  | 51ª posizione (+16)                      |
| 2018 | 22ª posizione (-10)                 | 33ª posizione (+18)                      |
| 2019 | 15ª posizione (+7)                  | 24ª posizione (+9)                       |
| 2020 | 27ª posizione (-12)                 | 24ª posizione (=)                        |
| 2021 | 11ª posizione (+16)                 | 29ª posizione (-5)                       |

## Infrastrutture e trasporti
Il territorio della città metropolitana di Firenze è interessato da numerose infrastrutture stradali e ferroviarie, prime fra tutte l'autostrada del Sole (A1), l'autostrada A11, la strada statale 66 Pistoiese, la strada statale 67 Tosco-Romagnola, la Strada di Grande Comunicazione Firenze-Pisa/Livorno e il Raccordo autostradale 3 Firenze-Siena. Di stretta competenza figura la gestione delle strade provinciali.
I servizi di trasporto pubblico locale sono svolti prevalentemente a cura della società Autolinee Toscane.
Dell'estesa rete di tranvie provinciali quali le linee per Peretola e Prato, la Firenze-Fiesole o la linea Tranvia del Chianti non rimane oggi nulla. Il 14 febbraio 2010 è stata inaugurata la linea tramviaria "T1 Leonardo" Villa Costanza (Scandicci) - Alamanni Stazione SMN. Il 16 luglio 2018 la linea T1 è stata prolungata fino all'Ospedale di Careggi e dall'11 febbraio 2019, è in servizio anche la linea "T2 Vespucci" che dall'Aeroporto Amerigo Vespucci di Peretola, arrivava in Piazza dell'Unità Italiana. Dal 2025 il tracciato è stato prolungato fino a Piazza San Marco.  Il servizio della tramvia di Firenze è gestito da GEST. Al momento sono allo studio le nuove linee tramviarie per Bagno a Ripoli, Rovezzano, Le Piagge, Campi Bisenzio e Sesto Fiorentino.
Nella città metropolitana di Firenze ricadono inoltre numerosi tratti di ferrovie statali di competenza RFI.

## Amministrazione

### Sindaci metropolitani
| Sindaco metropolitano | Sindaco metropolitano | Sindaco metropolitano | Sindaco metropolitano | Mandato         | Mandato        | Partito             | Carica                |
| Sindaco metropolitano | Sindaco metropolitano | Sindaco metropolitano | Sindaco metropolitano | Inizio          | Fine           | Partito             | Carica                |
| --------------------- | --------------------- | --------------------- | --------------------- | --------------- | -------------- | ------------------- | --------------------- |
| 1                     |                       |                       | Dario Nardella        | 1º gennaio 2015 | 26 giugno 2024 | Partito Democratico | Sindaco metropolitano |
| 2                     |                       |                       | Sara Funaro           | 26 giugno 2024  | in carica      | Partito Democratico | Sindaca metropolitana |

## Comuni metropolitani
- Bagno a Ripoli
- Barberino di Mugello
- Barberino Tavarnelle
- Borgo San Lorenzo
- Calenzano
- Campi Bisenzio
- Capraia e Limite
- Castelfiorentino
- Cerreto Guidi
- Certaldo
- Dicomano
- Empoli
- Fiesole
- Figline e Incisa Valdarno
- Firenze
- Firenzuola
- Fucecchio
- Gambassi Terme
- Greve in Chianti
- Impruneta
- Lastra a Signa
- Londa
- Marradi
- Montaione
- Montelupo Fiorentino
- Montespertoli
- Palazzuolo sul Senio
- Pelago
- Pontassieve
- Reggello
- Rignano sull'Arno
- Rufina
- San Casciano in Val di Pesa
- San Godenzo
- Scandicci
- Scarperia e San Piero
- Sesto Fiorentino
- Signa
- Vaglia
- Vicchio
- Vinci

### Comuni più popolosi
| Posizione | Comune                    | Abitanti | Stemma |
| --------- | ------------------------- | -------- | ------ |
| 1         | Firenze                   | 360 096  |        |
| 2         | Scandicci                 | 49 312   |        |
| 3         | Empoli                    | 49 416   |        |
| 4         | Sesto Fiorentino          | 48 708   |        |
| 5         | Campi Bisenzio            | 47 459   |        |
| 6         | Bagno a Ripoli            | 25 091   |        |
| 7         | Figline e Incisa Valdarno | 23 055   |        |
| 8         | Fucecchio                 | 22 624   |        |
| 9         | Pontassieve               | 20 167   |        |
| 10        | Lastra a Signa            | 19 645   |        |

## Assistenza sanitaria

Gonfalone provinciale

L'assistenza sanitaria nella città metropolitana di Firenze è garantita dall'Azienda Ospedaliera Universitaria Careggi (a cui fa capo l'omonimo policlinico di Firenze), dall'Azienda USL Toscana Centro e dall'Azienda Ospedaliero-Universitaria Meyer.

### Azienda USL Toscana Centro

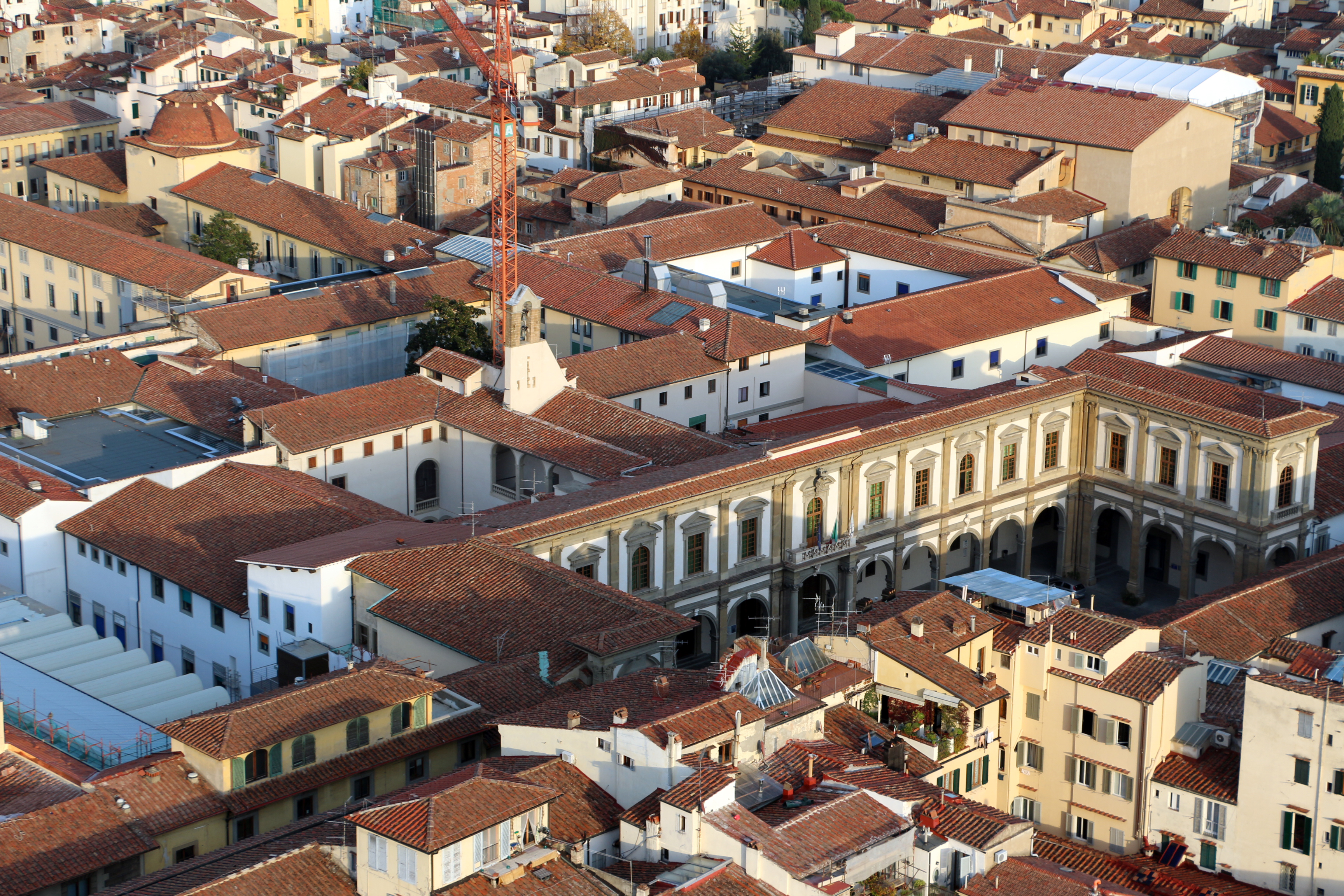
L'Ospedale di Santa Maria Nuova a Firenze, sede dell'AUSL Toscana Centro

L'Azienda USL Toscana Centro dal 2016 ha accorpato le precedenti AUSL 3 di Pistoia, 4 di Prato, 10 di Firenze e 11 di Empoli. È suddivisa in zone distretto che offrono assistenza territoriale di base e che all'interno della città metropolitana sono: Firenze, Nord-ovest, Sud-est, Mugello ed Empolese Valdelsa.
Gli ospedali ricedenti all'interno della città metropolitana di Firenze sono:
- Ospedale di Santa Maria Nuova di Firenze
- Ospedale Piero Palagi di Firenze
- Nuovo Ospedale San Giovanni di Dio di Firenze
- Ospedale Santa Maria Annunziata di Bagno a Ripoli
- Ospedale Serristori di Figline Valdarno
- Ospedale nuovo del Mugello di Borgo San Lorenzo
- Ospedale San Giuseppe di Empoli (due strutture distinte)
- Ospedale Santa Verdiana di Castelfiorentino
- Ospedale San Pietro Igneo di Fucecchio